# The Next Step Band: Live at Smalls 1996
The Next Step Band: Live at Smalls 1996 ist ein Jazzalbum von Kurt Rosenwinkel. Die 1996 im New Yorker Jazzclub Smalls entstandenen Aufnahmen erschienen im Juli 2024 auf Rosenwinkels Label Heartcore Records.

## Hintergrund
In New York City gab es Mitte der 1990er Jahr viele Clubs und Bars, darunter das Smalls im Greenwich Village. Der Gitarrist Kurt Rosenwinkel und seine Freunde Mark Turner, Ben Street und Jeff Ballard gehörten damals zu den jungen Musikern, die sich dort ausprobierten. Ihre Band war besetzt mit Gitarre, Saxofon, Bass und Schlagzeug, manchmal schaute auch der Pianist Brad Mehldau vorbei und stieg bei ihnen ein. Der Gitarrist und seine Musikerkollegen spielten regelmäßig jeden Dienstag im Smalls, Rosenwinkel ließ dabei ein Aufnahmegerät laufen, um den Entwicklungsstand der Musik zu dokumentieren.
Die Musiker waren damals zwischen Mitte 20 und Anfang 30. Das Smalls, 1994 von Mitch Borden gegründet, hatte während des Lockdowns infolge der COVID-19-Pandemie in den Vereinigten Staaten seine Pforten schließen müssen, machte nach zwei Jahren wieder auf und präsentierte wieder Live-Jazz. Dies war für Kurt Rosenwinkel Anlass, sich an einen alten Mitschnitt aus dem Smalls zu erinnern. Das Digital Audio Tape mit Quartettaufnahmen von 1996 hat Rosenwinkel für so gut befunden, dass diese Aufnahmen 2024 auf seinem Label Heartcore Records erschienen.
Nach dieser Phase der vielen nächtlichen Auftritte nahm Rosenwinkel später mit Mark Turner, Ben Street und Jeff Ballard eine Studiosession für Verve Records auf (The Next Step), und daher rührt auch der (nachträgliche) Name der Band. Tatsächlich spielten sie bei diesem Auftritt fünf der acht Stücke des Albums: das Titelstück, „Use of Light“, „Minor Blues“, „A Life Unfolds“ und „Zhivago“, wobei Brad Mehldau bei Letzterem als Gast am Piano zu hören ist.

## Titelliste
- Kurt Rosenwinkel: The Next Step Band: Live at Smalls 1996

1. A Shifting Design 09:49
2. Use of Light 10:42
3. Zhivago (feat. Brad Mehldau)
4. Alpha Mega
5. A Life Unfolds
6. The Next Step

## Rezeption

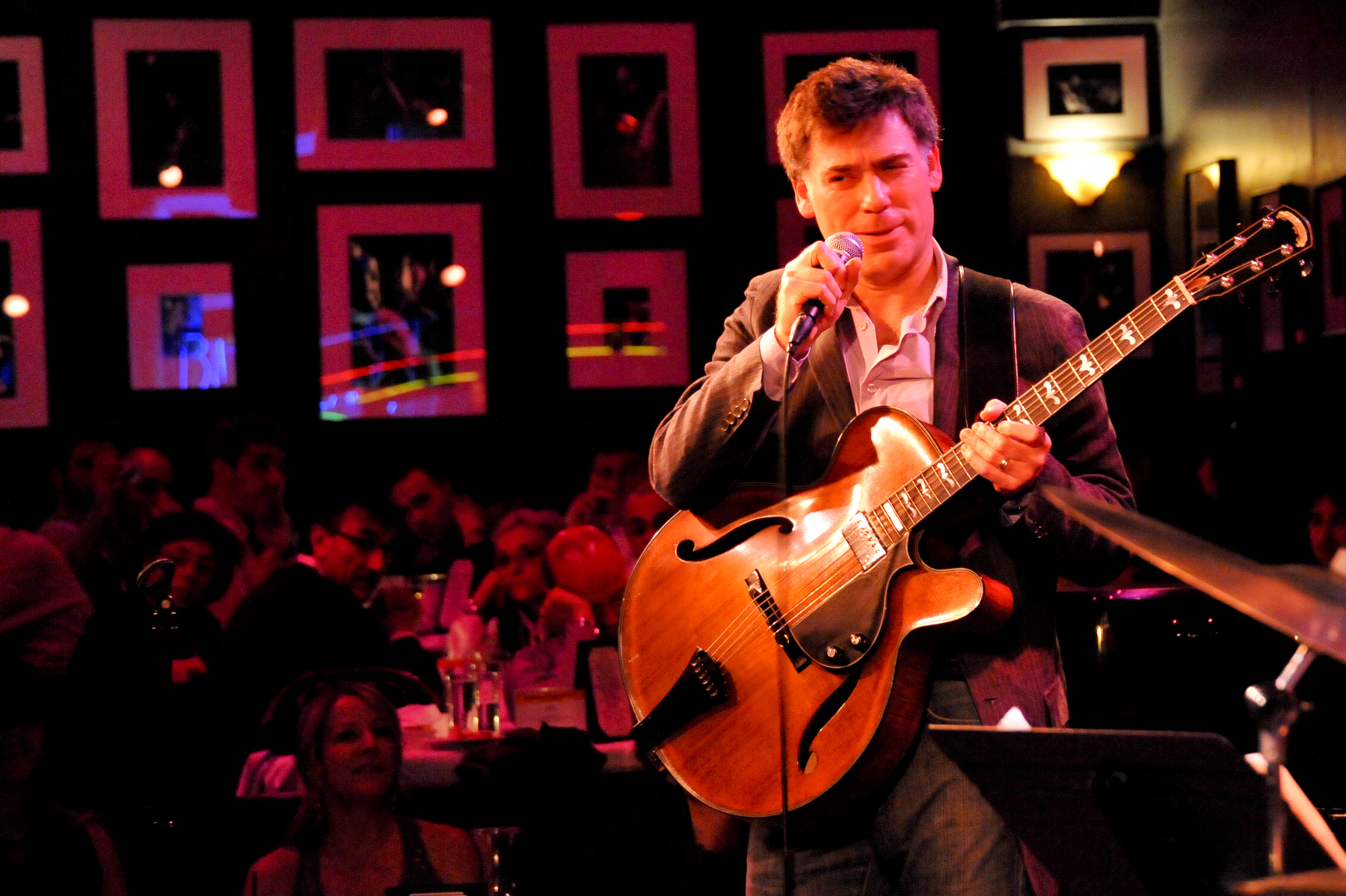
Kurt Rosenwinkel (2008)

Rosenwinkels 2001 bei Verve erschienenes Studioalbum The Next Step wird in manchen Kreisen als ein Schlüsseldokument des Modern Jazz angesehen, da es kompositorische und stilistische Prinzipien festlege, die eine ganze Generation von Künstlern beeinflusst hätten, schrieb Phil Freeman (Stereogum/Ugly Beauty). Es sei der Sound der gesamten Band, der diesen Live-Mitschnitt so großartig mache, und sei zudem außergewöhnlich gut aufgenommen. Street und Ballard seien ein fantastisches Rhythmus-Team, das bei den Up-tempo-Nummern hart grooven und bei den Balladen subtil swingen, und Mark Turner sei schon zu dieser Zeit ein absoluter Zauberer gewesen. Wie bei Joe Henderson könne man ihn nie denken hören, die Musik erscheine einfach – und er würde so sanft in die Melodie ein und aus ihr heraus tauchen, dass man es nicht einmal bemerke, bis sie vorbei ist. Auch Rosenwinkel sei sehr zu loben; er mache am Anfang von „Use of Light“ ein paar Sachen, die auf eine Weise schön sind, die mehr mit Sonic-Youth-Balladen wie „Shadow of a Doubt“ (1986) zu tun habe als damit, wie „Jazzgitarre“ allgemein verstanden werde. Das sei eine wirklich großartige Platte, eine, die man noch oft hören dürfte.
Rosenwinkels Band habe bei ihren Auftritten im Smalls ihr eigenes Konzept und ihren eigenen Klang entwickelt, meinte Sarah Seidel, die das Album im NDR vorstellte. The Next Step Band Live At Smalls 1996 sei ein musikalisches Dokument, das ein Fenster zu einer besonderen Ära und einer besonderen Jazz-Szene im „Smalls Jazz Club“ in New York öffne.
Es sei schwer, aus einem so soliden Album wie diesem herausragendste Titel herauszupicken, aber das Titelstück könnte man als persönliches Highlight bezeichnen, urteilte Andrew Taylor-Dawson in London Jazz News. Es sei ein atemberaubender Mitschnitt, der es jedem Instrumentalisten ermögliche, in den Vordergrund zu treten. Hier erhalte man eine gestochen scharfe Aufnahme einer inspirierten Darbietung. Es handle sich außerdem um eine Live-Aufnahme, die das Erlebnis und Verständnis der Studioveröffentlichung erheblich erweitere. Dies sei ein fesselnder und mitreißender Mitschnitt, der den Zuhörer in eine besondere Zeit des Jazz in New York und in einen legendären Club an einem Dienstagabend zurückversetze.